# Едуар Філіпп
Едуа́р Філі́пп (фр. Édouard Philippe; нар. 28 листопада 1970, Руан) — французький політик. Прем'єр-міністр Франції в уряді при президентстві Еммануеля Макрона 15 травня 2017 — 3 липня 2020.
До призначення прем'єр-міністром був членом партії «Республіканці» (колишній Союз за народний рух), депутатом Національної асамблеї Франції від 7-го округу Приморської Сени (2012—2017) та мером Гавра (2010—2017).

## Життєпис
Народився 11 листопада 1970 року в Руані (департамент Приморська Сена). Його батьки були вчителями французької мови. Закінчив гімназію в Бонні (Німеччина), де його батько був директором французької школи. 1992 року закінчив Інститут політичних досліджень («Sciences Po») в Парижі, 1996 року — Національну школу адміністрації. Трудову діяльність розпочав у Державній раді Франції, де займався державними закупівлями.
Ще під час навчання в Sciences Po Едуар Філіпп вступив у Соціалістичну партію і брав участь у політичній кампанії тодішнього прем'єр-міністра Мішеля Рокара. Потім його політичні погляди змістилися вліво. 2001 року на муніципальних виборах у Гаврі він увійшов у правий список Антуана Рюфенаша, і після перемоги списку зайняв посаду одного з віце-мерів. 2002 року вперше спробував балотуватися в Національні збори Франції по 8-му виборчому округу, але зазнав невдачі. Цього ж року на запрошення Алена Жюппе взяв активну участь у створенні партії Союз за народний рух.
2008 року Едуар Філіп був обраний членом Генеральної ради департаменту Приморська Сена від кантону Гавр-5. І цього ж року знову обійняв посаду віце-мера Гавра, на якій відповідав за економічний розвиток і роботу порту, зайнятість, професійну підготовку, освіту та міжнародні відносини. 2009 року він став заступником мера з питань містобудування, міської інфраструктури та розвитку порту. Після відставки Антуана Рюфенаша 24 жовтня 2010 року був обраний мером Гавра. З 2007 року був заступником депутата Національних зборів Франції від 7-го виборчого округу департаменту Приморська Сена Жана-Іва Бессела. Після смерті Бессела в березні 2012 року формально зайняв його місце, але в роботі Національних зборів не брав участі. В червні того ж року на чергових виборах став кандидатом правих по 7-му округу і був обраний депутатом. У березні 2014 року очолюваний Едуаром Філіппом правий список переміг у 1-му турі муніципальних виборів в Гаврі, і він зберіг за собою посаду мера.
2016 року активно підтримував Алена Жюппе при підготовці до президентських праймеріз правих.
15 травня 2017 року рішенням Еммануеля Макрона призначений Прем'єр-міністром Франції.
29 червня 2020-го переміг на виборах мера Гавра, отримавши 59 % голосів і випередивши кандидата від комуністів. Однак Філіпп не збирається суміщувати посади прем'єр-міністра та мера й планує очолити місто лише після відставки з посади прем'єр-міністра.

## Сім'я
Одружений, має трьох дітей.